# Bateau-Lavoir

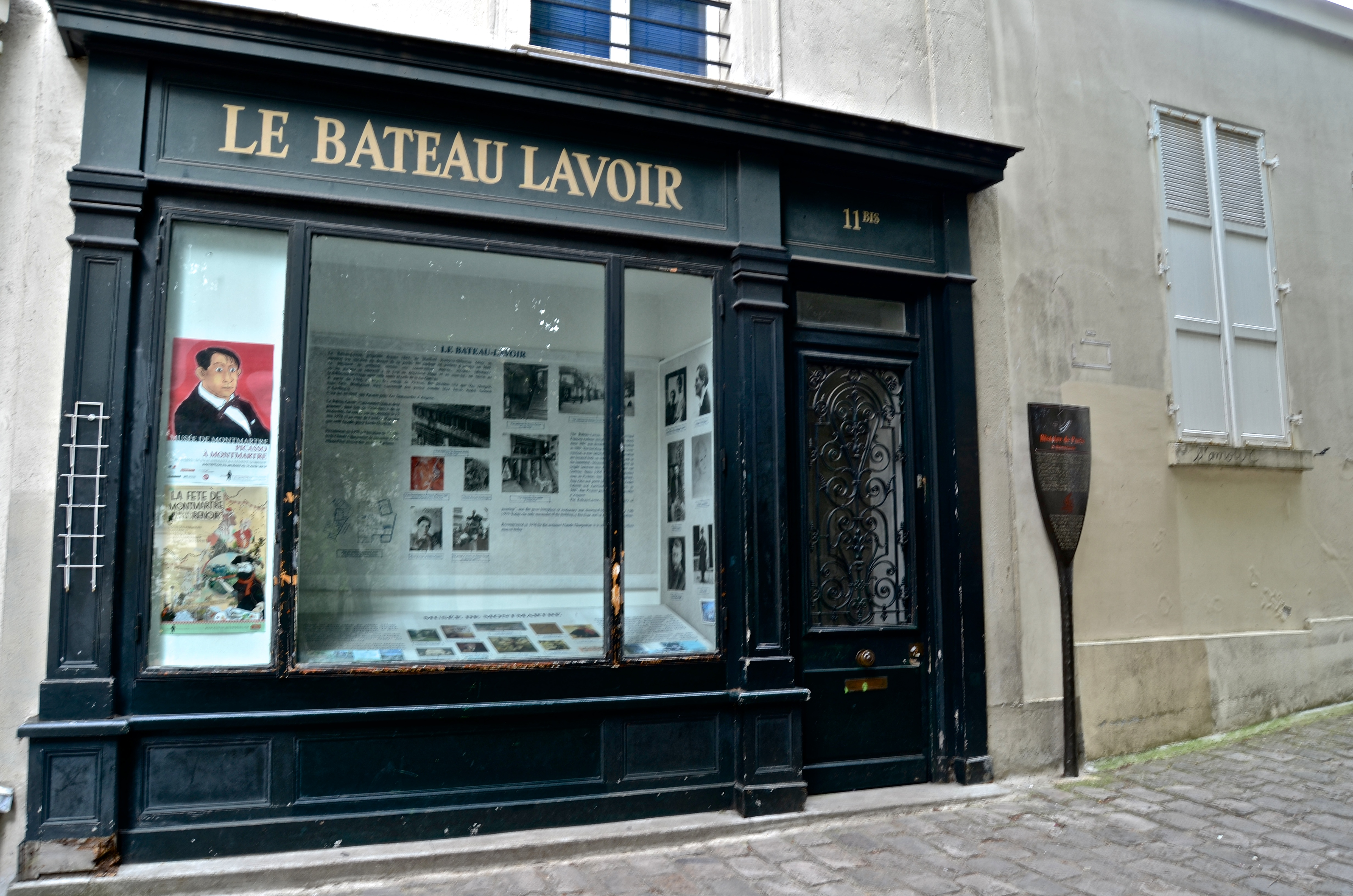
Bateau-Lavoir ngày nay

Bateau-Lavoir là một tòa nhà nằm ở khu phố Montmartre, thuộc Quận 18 thành phố Paris. Ngôi nhà này được biết đến nhờ trong thế kỷ 20, rất nhiều họa sĩ và nhà văn nổi tiếng đã tụ họp về đây.
Nằm ở số 13 quảng trường Émile-Goudeau - trước kia là quảng trường Ravignan - nguồn gốc của tòa nhà Bateau-Lavoir không được chắc chắn. Vào năm 1867, một người thợ cơ khí mua lại tòa nhà này. Tới năm 1889, nó được bán lại cho một người khác là Thibouville. Thibouville yêu cầu kiến trúc sư Paul Vasseur sửa lại ngôi nhà thành xưởng vẽ. Nghệ sĩ đầu tiên tới đây là họa sĩ Maxime Maufra, vào năm 1892. Sau đó, ngôi nhà nhanh chóng trở thành điểm gặp gỡ của giới nghệ thuật, trong đó có họa sĩ Paul Gauguin. Trong khoảng 1900 tới 1904, nhiều nghệ sĩ Ý và Tây Ban Nha tới tòa nhà Bateau-Lavoir. Ardengo Soffici, Paco Durrio rồi Pablo Picasso cùng nhiều bạn bè thường xuyên lui tới. Khoảng thời gian đó còn có thể kể đến Kees Van Dongen, Juan Gris, Max Jacob, Constantin Brancusi, Amedeo Modigliani, Pierre Mac Orlan. Nhà thờ Max Jacob đã đặt cho tòa nhà này biệt danh « Ngôi nhà của người đánh bẫy » (Maison du trappeur). Ngoài ra nó còn một tên nữa là « Villa Médicis de la peinture moderne », tức Biệt thự Médicis của hội họa hiện đại.
Cùng với Bateau-Lavoir, bên tả ngạn có La Ruche ở khu Montparnasse cũng tập trung nhiều họa sĩ nổi tiếng. Tới Thế chiến thứ nhất thì Bateau-Lavoir bắt đầu vắng vẻ dần. Năm 1965, ngày 31 tháng 5, tòa nhà Bateau-Lavoir được chính phủ Pháp công nhận di tích lịch sử. Một vụ cháy lớn vào tháng 5 năm 1970 khiến ngôi nhà bị hư hại. Sau đó tòa nhà Bateau-Lavoir được xây dựng lại.

## Các nghệ sĩ của Bateau-Lavoir
Trong số nhiều nghệ sĩ đã tới đây, có thể kể đến: Henri Matisse, Pablo Picasso, Georges Braque, Henri Rousseau, Paul Gauguin, Fernand Léger, André Derain, Raoul Dufy, Maurice Utrillo, Jean Metzinger, Louis Marcoussis, Kees Van Dongen, Juan Gris, Max Jacob, Constantin Brancusi, Amedeo Modigliani, Pierre Mac Orlan, Guillaume Apollinaire, Edmond-Marie Poullain, Alfred Jarry, Jean Cocteau, Raymond Radiguet, Gertrude Stein, Charles Dullin, Harry Baur, Ambroise Vollard, Jacques Gaston Emile Vaillant, Robert Tatin, Maurice Denis.